# ختن (أسرة)
الختن عند العرب قديماً هم كل من كان من قبل المرأة مثل الأب والأخ وهم الأختان هكذا عند العرب أما العامة فختن الرجل عندهم هو زوج ابنته.